# Châtres, Dordogne
Châtres (trong tiếng Occitan Chastra) là một xã của Pháp, nằm ở tỉnh Dordogne trong vùng Aquitaine của Pháp. Xã này có diện tích 12,2 km2, dân số năm 2005 là 163 người. Xã nằm ở khu vực có độ cao trung bình 320 m trên mực nước biển.

## Thông tin nhân khẩu
| Năm    | 1962 | 1968 | 1975 | 1982 | 1990 | 1999 | 2005 |
| ------ | ---- | ---- | ---- | ---- | ---- | ---- | ---- |
| Dân số | 220  | 226  | 187  | 173  | 181  | 161  | 163  |